# 克林加·拉斯洛
克林加·拉斯洛（匈牙利語：Klinga László，1947年7月9日—），匈牙利男子摔跤运动员。他曾代表匈牙利参加1972年和1976年夏季奥林匹克运动会摔跤比赛，获得一枚铜牌。